# Instrumentoznawstwo
Instrumentoznawstwo − dział nauki z dziedziny sztuk muzycznych w dyscyplinie teoria muzyki, którego przedmiotem jest ogół instrumentów muzycznych (współczesnego oraz dawnego instrumentarium muzycznego) pod kątem ich budowy, konstrukcji, pochodzenia oraz wykorzystania w praktyce (patrz: instrumentacja).
Instrumentoznawstwo jest  przedmiotem wykładanym w ramach programu nauczania szkół muzycznych na poziomie średnim (często w ramach przedmiotu literatura muzyczna lub historia muzyki) i wyższym (jako osobny przedmiot), obejmującym swoim zakresem również zarys historii, konstrukcji i klasyfikacji instrumentów muzycznych.